# Ernst Stenhammar

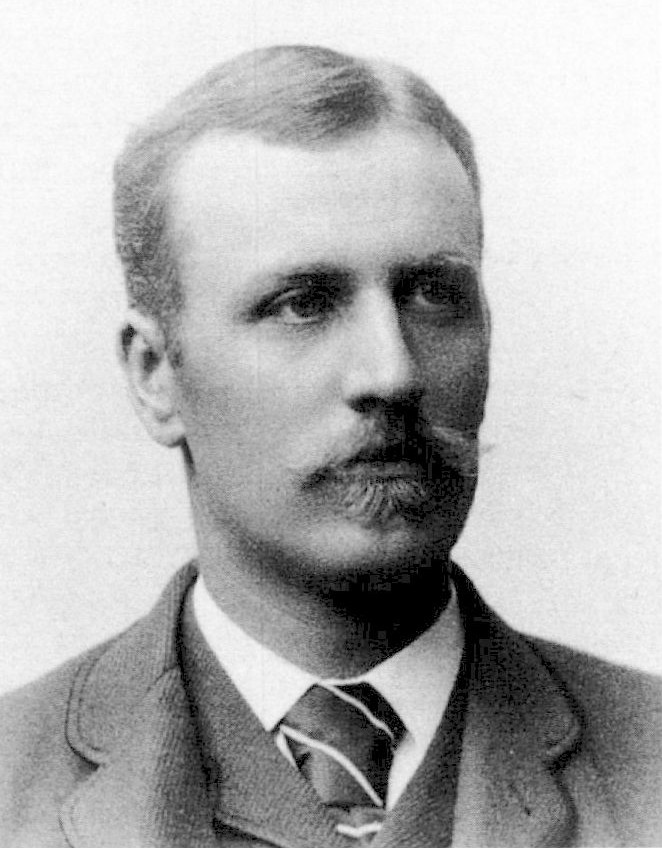
Imagen de Ernst Stenhammar tomada en los años 1880.

Ernst Wilhelm Emanuel Stenhammar (Estocolmo, 26 de marzo de 1859-Estocolmo, 9 de marzo de 1927) fue un arquitecto sueco. Casualmente ejercía como profesor de Arquitectura en la Universidad de Estocolmo. Junto a Carl Bergsten y Georg A. Nilsson es considerado como uno de los introductores de la arquitectura vanguardista a Suecia.